# Jon Auer
Jon Auer, född Jonathan Paul Auer 29 september 1969 i Tacoma, Washington, är en amerikansk låtskrivare, sångare och gitarrist. Han är känd som medlem i rockgruppen The Posies, som han bildade 1986 tillsammans med Ken Stringfellow. Han har även spelat i bandet Big Star och gav 2006 ut solodebutalbumet Songs from the Year of Our Demise. Auer har bland annat arbetat med Spiral Stairs (Scott Kannberg) på dennes soloskiva The Real Feel.
Auer är också en skivproducent. Han har arbetat med band som You Am I, Monostereo, Cheap Star, Love Battery, Redd Kross, Truly, The Melismatics och Tad. 2003 släppte Auer och Ken Stringfellow Private Sides, en sex-låts split EP (Arena Rock Recording Co./Rykodisc). Auer spelade gitarr på William Shatner-albumet Has Been 2004 som producerades och arrangerades av Ben Folds.
Auer växte upp i Bellingham, Washington. Hans far var universitetsprofessor som också spelade musik, och han och Jon byggde en inspelningsstudio hemma, som Jon använde som tonåring.

## Diskografi, solo
Album
- 2002 – The Birthday Party (livealbum)
- 2006 – Songs From The Year Of Our Demise
- 2006 – Bonus Disc (självutgivet)

EPs och singlar
- 2000 – The Perfect Size (EP)
- 2000 – "23 Below (Freezing)"
- 2001 – 6½ (EP)
- 2003 – Private Sides (EP tillsammans med Ken Stringfellow)